# Ernest Andrew Mustard
Ernest Andrew Mustard DFC, avstralski častnik, vojaški pilot in letalski as, * 21. september 1893, Oakleigh, Melbourne, † 10. oktober 1971, Queensland.
Nadporočnik Mustard je v svoji vojaški karieri dosegel 5 zračnih zmag. Bil je prvi, ki je opravil zračni pregled velikega koralnega grebena.

## Življenjepis
Po končanjem šolanju je leta 1911 postal uradnik v inženirskem delu železnic zvezne države Victoria; istega leta je pridobil tudi licenco brezžičnega operaterja.
Potem ko je leto preživel v Korpusu avstralskih signalistov (Corps of Australian Signallers) in dve leti v 21. komunikacijskem tropu (21st Signal Troop), oboje v sestavi Avstralskih inženircev milice, je avgusta 1914 kot vojak vstopil v 1. komunikacijski trop Avstralske imperialne sile. Sodeloval je v izkrcanju na Gallipoliju, kjer je bil novembra 1915 povišan v desetnika; nato je bil prestavljen na Bližnji vzhod, kjer je bil kot drugi poročnik in komunikacijski častnik dodeljen Imperialnemu kamelskemu korpusu.
Junija 1917 je bil dodeljen 1. eskadrilji Avstralskega letalskega korpusa (Australian Flying Corps); po uvodnem izobraževanju je postal letalski opazovalec. Med vojno se je odlikoval in bil odlikovan s redom Nila in Distinguished Flying Cross. Leta 1918 je opravil šolanje še pri Kraljevem vojnem letalstvu (RAF), nato pa se je aprila 1919 vrnil v Avstralijo.
Po demobilizaciji je nekaj časa deloval kot poklicni pilot, nato pa se je leta 1922 kot stotnik pridružil Kraljevemu avstralskemu vojnemu letalstvo (RAAF). Leta 1922 je opravil zračne preglede jezera Eyre in leta 1925, skupaj s Kraljevo avstralsko vojno mornarico še pregled velikega koralnega grebena. Naslednje leto je prekinil vojaško službo in postal glavni pilot in inštruktor za Letalski klub Victorie, nato pa se je ukvarjal s komercialnim letenjem. Po poroki s Margot Saro Munro 19. aprila 1929 je spremenil svoj rojstni priimek Mustard v Mustar.
Po izbruhu druge svetovne vojne je bil ponovno aktiviran in bil dodeljen Generalštabu RAAF in leta 1914 je postal poveljnik eskadrilje. Po koncu vojne je postal dokumentacijski častnik Zračnega oddelka.

## Odlikovanja
- Distinguished Flying Cross (DFC)
- red Nila